# De Havilland Dominie
Le De Havilland Dominie était un avion militaire britannique de la Seconde Guerre mondiale. C'était la version militaire du De Havilland DH.89 Dragon Rapide.